# Togocetus
Togocetus je rod vyhynulého kytovce ze spodního eocénu (lutetu). Nález zkamenělé kostry pochází z Toga a objeven byl několik kilometrů severovýchodně od Lomé.

## Objev a popis
Kostra byla nalezena v oblasti těžby fosfátů v Kpogamé-Hahotoé, ležící severně od jezera Togo. Ležela ve vrstvě datované do doby před 46 až 44 miliony let, překrývající starší skalní jednotku. Nález byl popsán v roce 2014 americkým paleontologem Philipem D. Gingerichem a francouzským ichtyologem Henrim Cappettou. Ti pro něj založili nový monotypický rod Togocetus a nový druh T. traversei, pojmenovaný na počest Michela Traverseho.
Podle těchto autorů byl Togocetus semiakvatickým zvířetem, které vážilo přibližně 300 až 400 kg. Byl to zástupce čeledi Protocetidae s poměrně primitivními rysy, jako byl stále dost dlouhý krk, prstochodný manus a distální část zadní končetiny přizpůsobená k plavání. S dalšími rody Protocetus a Pappocetus patřícími do stejné čeledi sdílel mnoho podobností. Mezi hlavní rozdíly patřil menší mandibulární kanál či ztráta fovea capitis femoris.